# Policja stanowa

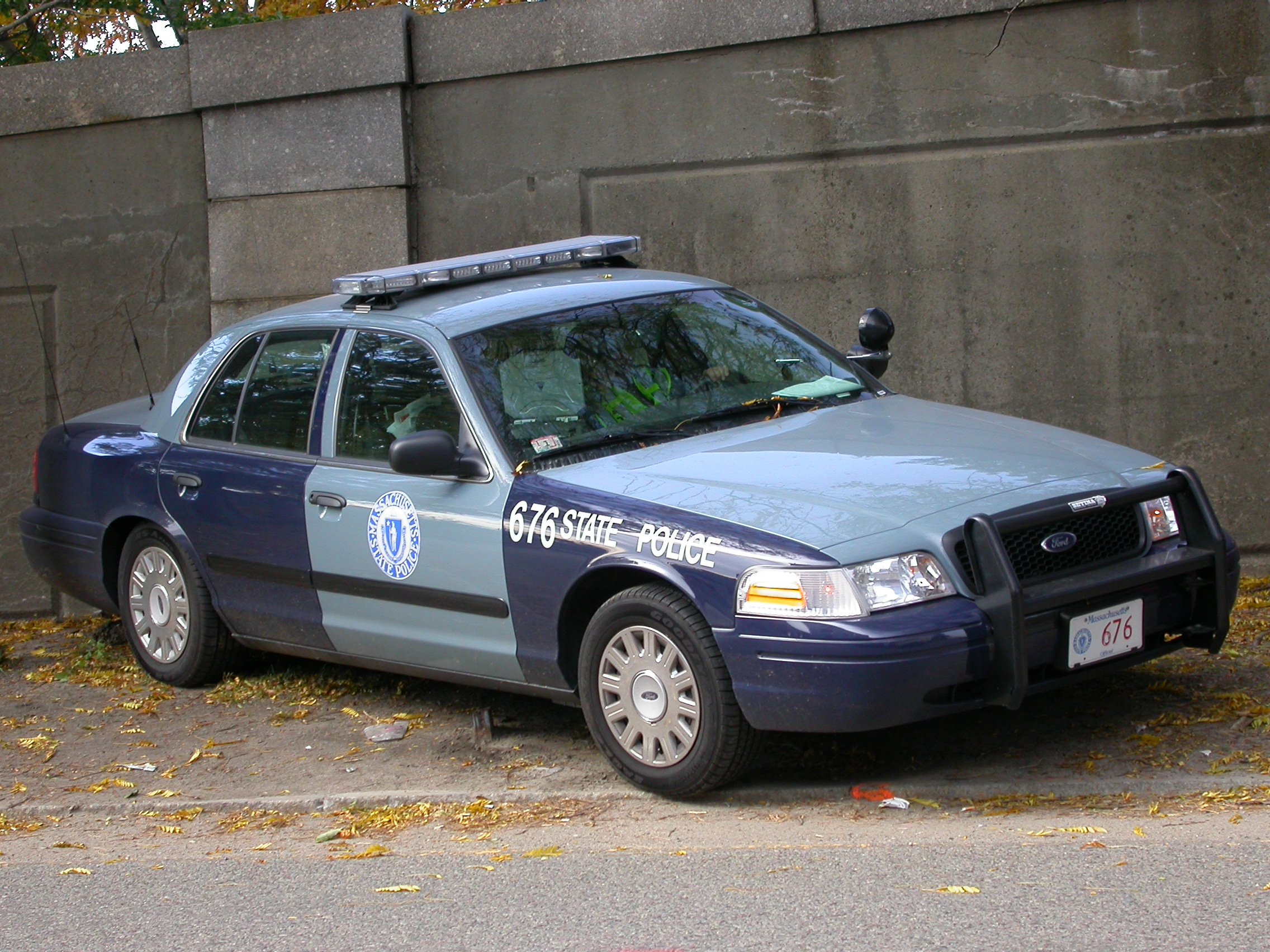
Radiowóz policji stanowej stanu Massachusetts

Policja stanowa – rodzaj sił policyjnych, działający na terenie określonego stanu w państwach federalnych, w szczególności w Australii i Stanach Zjednoczonych, gdzie każdy stan posiada własną jurysdykcję, która nie musi obowiązywać na terenie pozostałych stanów tego kraju. Podobne jednostki funkcjonują także w innych krajach, np. policja prowincjonalna w trzech prowincjach Kanady.

## Policja stanowa w niektórych państwach

### Australia[1]
Każdy stan w Australii posiada własną autonomiczną jurysdykcję. Oprócz policji stanowej, do sił policyjnych należy także policja federalna, której zadaniami są egzekwowanie prawa wspólnoty Commonwealth oraz ochrona interesów publicznych zarówno na rynku krajowym, jak i międzynarodowym. Policja federalna działa głównie na obszarach Terytorium Jervis Bay i wyspy Norfolk.

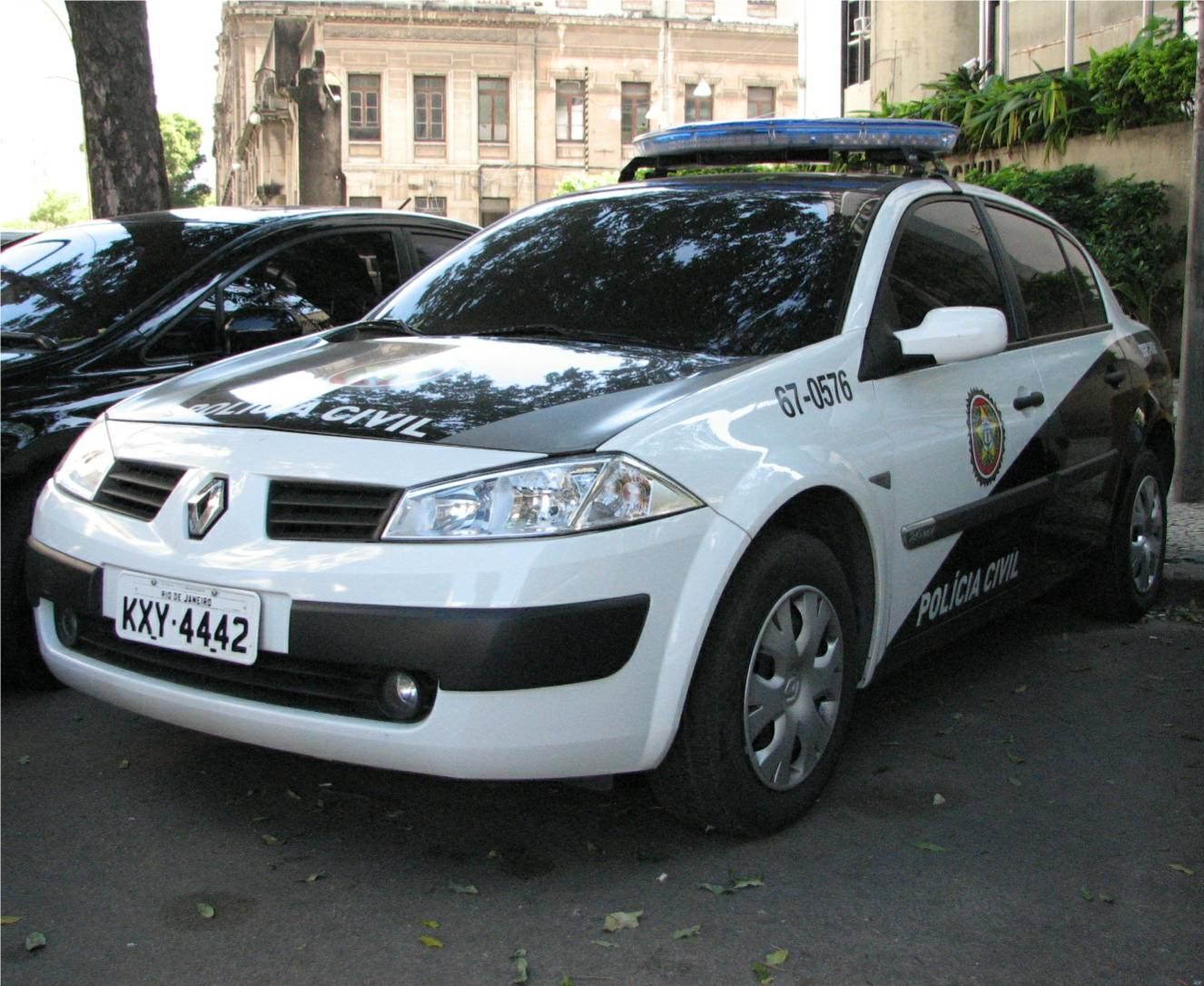
Radiowóz policji cywilnej w Rio de Janeiro

### Brazylia[2]
Każdy stan w Brazylii posiada dwa rodzaje stanowych sił policyjnych:
- Policja cywilna – jej zadaniem jest dochodzenie popełnionych przestępstw i ściganie podejrzanych.
- Żandarmeria wojskowa – stoi na straży porządku publicznego i patroluje tereny danego stanu.

### Hiszpania[3]
W zależności od społeczności hiszpańskiej, istnieje wiele rodzajów sił policyjnych w tym kraju. Do najbardziej znanych należą:
Ertzaintza (Kraj Basków), Mossos d’Esquadra (Katalonia), Policía Foral (Nawarra). Dodatkowo istnieją jeszcze: Narodowy Korpus Policyjny Hiszpanii oraz Guardia Civil.

### Indie[4]
W Indiach każdy stan posiada własną policję, która podlega Generalnemu Dyrektorowi Policji. Policja stanowa Indii odpowiedzialna jest za utrzymywanie porządku publicznego w gminach i na obszarach wiejskich. W każdym stanie dodatkowo istnieje policja metropolitalna, która może, ale nie musi podlegać policji stanowej w tym kraju.

### Japonia[5]
Każda prowincja Japonii, posiada własne siły policyjne, podległe Narodowej Agencji Policyjnej.

### Kanada[6]
W Kanadzie policja prowincjonalna występuje tylko w trzech prowincjach tego kraju: Ontario (Policja prowincjonalna Ontario), Quebec (Sûreté du Québec), oraz Nowa Fundlandia i Labrador (Królewska policja Nowej Fundlandii). W pozostałej części Kanady jurysdykcję wykonuje tzw. Kanadyjska Królewska Policja Konna (RCMP). Niektóre gminy posiadają także własne oddziały policyjne np. Toronto (Toronto Police Service) i York (York Regional Police).

### Meksyk[7]
W Meksyku, policja podzielona jest na trzy poziomy: policja federalna - „Policía Federal Preventiva”, policja stanowa i policja samorządowa. W każdym stanie policja stoi na straży porządku publicznego oraz odpowiedzialna jest za patrolowanie obszarów danego stanu.  

### Stany Zjednoczone[8]
Z racji wszechobecności w kulturze masowej policja stanowa w USA należy do najbardziej znanych na świecie rodzajów sił policyjnych. Każdy stan charakteryzuje się własną autonomiczną jurysdykcją oraz zakresem działań policyjnych w czasie dochodzenia spraw karnych. Gubernator każdego ze stanów powołuje policję stanową, której celem jest ochrona mienia publicznego oraz utrzymywanie porządku na terenie danego stanu. Dodatkowo policja danego stanu zaangażowana jest w pomoc przy usuwaniu klęsk żywiołowych na terenie rodzimego stanu oraz koordynacji ruchu drogowego w obrębie gmin, hrabstw i obszarów miejskich i wiejskich. Funkcjonariusz, który przekroczy granicę swojego stanu, staje się zwykłym obywatelem. Wtedy nie ma żadnych praw policji.